# Yusuf Alli
Pour les articles homonymes, voir Alli.
Yusuf Alli    (né le 28 juillet 1960) est un athlète nigérian, spécialiste du saut en longueur.

## Biographie
Il remporte le titre du saut en longueur lors des Championnats d'Afrique 1988 et 1989, et s'adjuge par ailleurs la médaille d'argent lors de l'édition 1984. Deux fois médaillé d'argent lors des Jeux africains en 1987 et 1991, il remporte les Jeux du Commonwealth de 1990 à Auckland.
Il participe à trois Jeux olympiques consécutifs de 1980 à 1988 et obtient son meilleur résultat lors des Jeux de Los Angeles, en 1984, en se classant neuvième du concours.

### Records
| Épreuve          | Épreuve   | Performance | Lieu     | Date            |
| ---------------- | --------- | ----------- | -------- | --------------- |
| Saut en longueur | Plein air | 8,27 m      | Lagos    | 8 août 1989     |
| Saut en longueur | Salle     | 8,15 m      | New York | 26 février 1988 |